# Festival international du film de Haïfa
Le Festival international du film de Haifa est un festival de cinéma annuel qui a lieu chaque automne (entre fin septembre et fin octobre) à Haïfa, en Israël, pendant les vacances d'une semaine de Souccot.

## Golden Anchor
- 2008 : Les Trois Singes (Üç Maymun) de Nuri Bilge Ceylan
- 2009 : Uzak Ihtimal de Mahmut Fazil Coskun
- 2010 : Kosmos de Reha Erdem
- 2011 : Terraferma d'Emanuele Crialese (nommé)
- 2012 : Una noche de Lucy Mulloy (nommé)
- 2013 : Miele de Valeria Golino (nommé)
- 2014 : Winter Sleep (Kis Uykusu) de Nuri Bilge Ceylan
- 2015 : Queen Mimi (en) de Yaniv Rokah et Jajda de Svetla Tsotsorkova
- 2016 : Kalandar Sogugu de Mustafa Kara
- 2017 : Visages, villages d'Agnès Varda et JR
- 2018 : Ma fille de Laura Bispuri
- 2019 : Africa (en)  de Oren Gerner
- 2019 : Love Trilogy: Reborn (en) de Yaron Shani
- 2021 : Et il y eut un matin d'Eran Kolirin